# トンカチ (ホームセンター)
トンカチは、かつて神奈川県で3店舗を展開していたホームセンター。住宅建材商社ジューテックが経営していた。DIY用品のみならず、専門業者も使うようなものも扱っていた。
1983年から、以下の最大3店舗が営業していたが、2010年にまでに全て閉店した:
- 金沢店: 横浜市金沢区釜利谷、1983-2010年5月[5][6]
- 川井店: 旭区川井本町、1986-2010年4月[7][6]
- 野川店: 川崎市高津区野川、?-2008年12月[8]

2010年8月12日、金沢店跡地にジューテックとは資本等無関係な「ニュートンカチ」金沢店が開店した。